# پاستیل خرسی

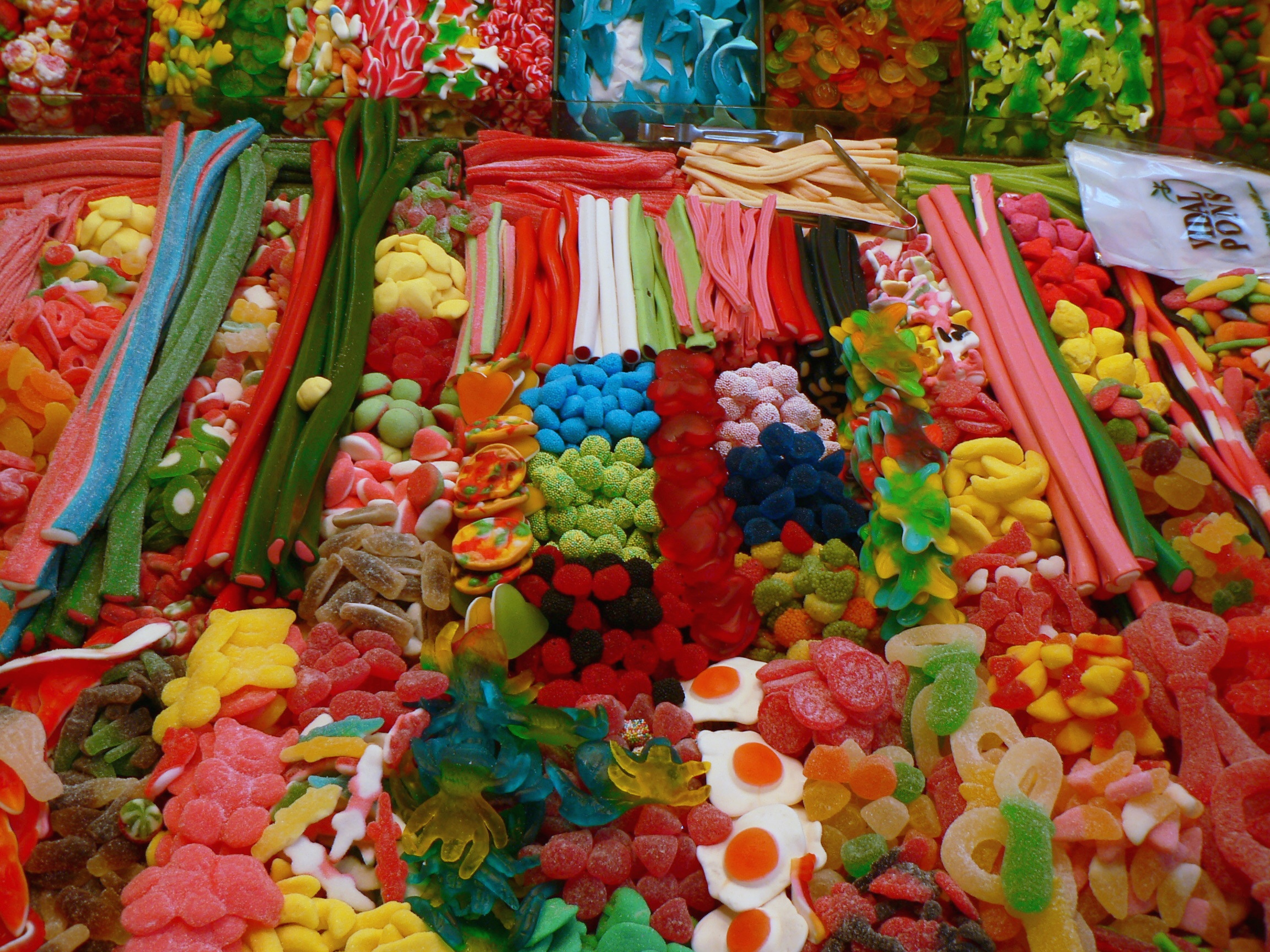
پاستیل

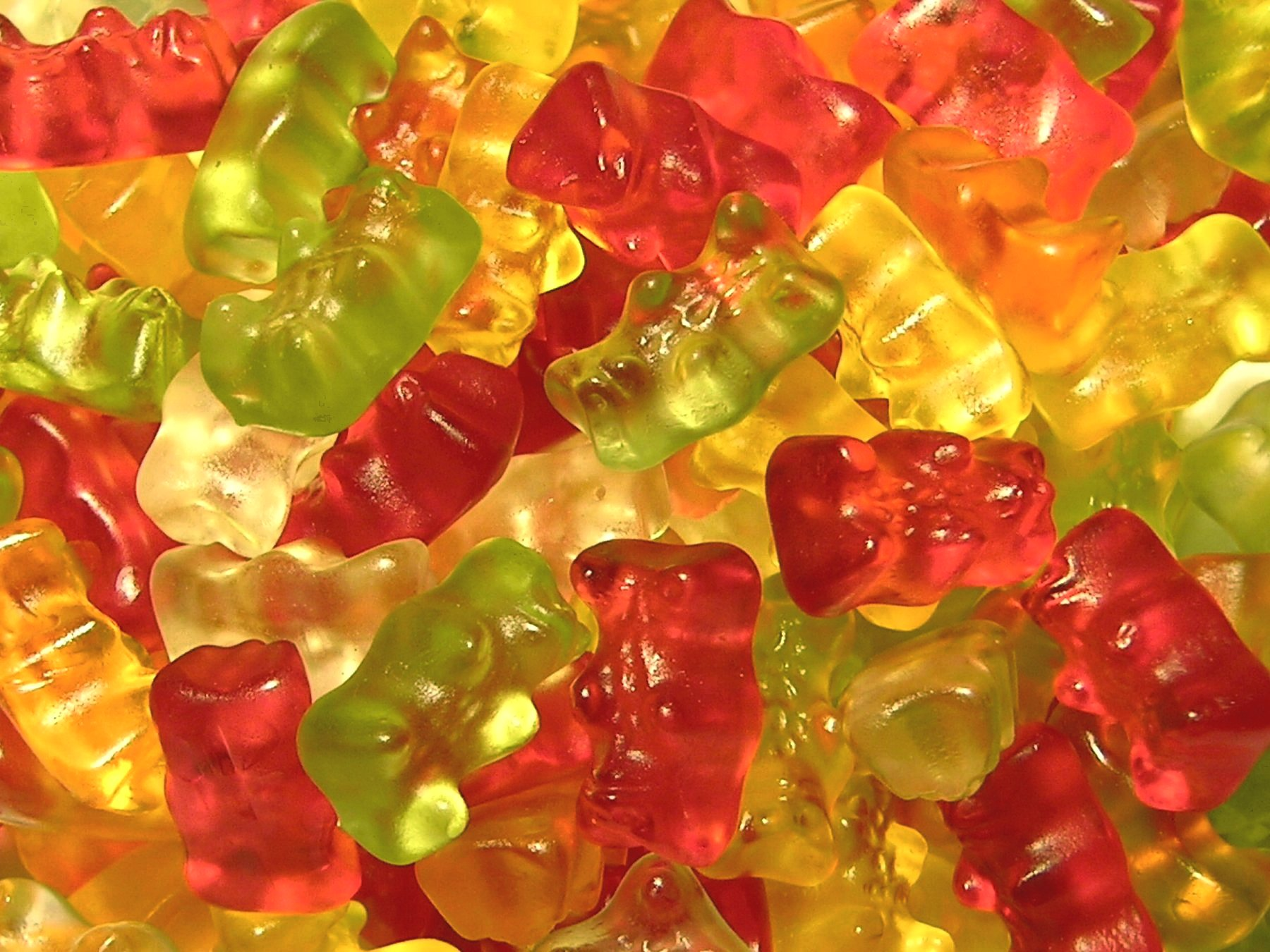
پاستیل‌های خرسی تولید شرکت هریبو

پاستیل خرسی نوعی آب‌نبات ژله‌ای است که به شکل جاهای مختلف خرس تولید می شود و طعم‌های مختلف (نظیر پرتقال، به، سیب و غیره) تولید می‌شود. مهمترین ماده تشکیل‌دهنده پاستیل ژلاتین است. 